# Geocube
 (décembre 2015).
Si vous disposez d'ouvrages ou d'articles de référence ou si vous connaissez des sites web de qualité traitant du thème abordé ici, merci de compléter l'article en donnant les références utiles à sa vérifiabilité et en les liant à la section « Notes et références ».

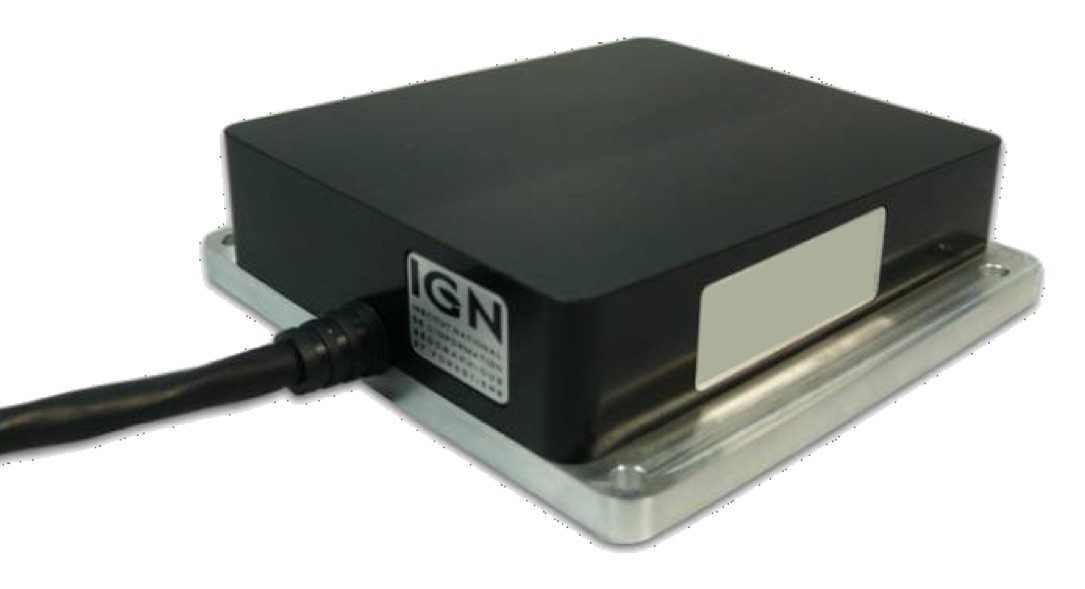
Un Geocube dans sa forme industrielle actuelle.

Un Geocube est un appareil de mesure conçu par le Laboratoire d'Opto-Électronique, de Metrologie et d'Instrumentation (LOEMI) de l'Institut national de l'information géographique et forestière (IGN) et industrialisé par la société Ophelia Sensors sous le nom de marque Geocube. 
Les Geocubes ont été conçus à l’origine pour surveiller des zones présentant des risques importants de glissement de terrain. Afin de surveiller ces surfaces étendues (quelques kilomètres), ils travaillent en réseau et transmettent les informations à un nœud central connecté à internet. La communication entre chaque nœud du réseau s’effectue par radio, ce qui permet de s’affranchir de tout lien filaire. Les Geocubes sont alimentés de manière autonome et peuvent utiliser des panneaux solaires lorsqu’aucune autre source d’énergie n’est disponible.
Le capteur central des Geocubes est un module GNSS muni d’une petite antenne interne; grâce à cette technologie satellitaire, ces capteurs permettent de surveiller les déformations des mailles d'un réseau de Geocube avec une très grande précision, de l'ordre du millimètre.
Le Geocube a une structure modulaire permettant d’étendre ses possibilités, de surveiller davantage de grandeurs physiques. Chaque axe d’étude tels la météorologie, le suivi de la qualité de l’air ou encore le suivi du taux de radioactivité, est représenté sous la forme d’une couche capteur directement empilable sur une autre et sous le bloc de base Geocube qui a toutes les ressources nécessaires pour transmettre ces mesures.

## Historique
L’IGN travaille depuis 2006 sur le développement d’un système novateur de mesure, de surveillance et d’alerte au niveau de zones présentant des risques importants de mouvements du sol. Ce système a été baptisé Geocube pour cube géolocalisé; c’est en effet un objet de forme cubique qui contient entre autres un module GPS. L’IGN est parti de quatre constats :
- certains petits modules GPS peu coûteux fournissent des données brutes intéressantes pour atteindre des niveaux de précision sub-centimétrique en relatif après post-traitement ;
- la précision et la diversité des capteurs de petite taille ne cessent d’évoluer et ces capteurs deviennent de ce fait, de plus en plus intéressants ;
- la récupération des mesures fournies par les capteurs demeure complexe et exige beaucoup de temps de développement ;
- les concepteurs de semi-conducteurs propose des circuits intégrés à consommation de plus en plus réduite.

La solution Geocube est aujourd'hui développée et commercialisée par la société Ophelia Sensors.

## Description d'un Geocube
Les Geocubes ont été conçus à l’origine pour surveiller des zones présentant des risques importants de glissement de terrain. Afin de surveiller ces surfaces étendues (sans excéder quelques kilomètres), ils travaillent en réseau et transmettent les informations à un nœud central connecté à internet. La communication entre chaque nœud du réseau s’effectue par radio ce qui permet de s’affranchir de tout lien filaire. Les Geocubes sont autonomes, ils utilisent, lorsqu’aucune autre source d’énergie n’est disponible, le soleil grâce à des panneaux solaires pour recharger leurs batteries. Il est indispensable pour chaque Geocube, en tant que système de surveillance et donc d’alerte, d’avoir une autonomie illimitée durant les mois ou les années de fonctionnement. Un soin tout particulier a donc ainsi été apporté pour réduire le plus drastiquement possible la consommation de l’ensemble des éléments électroniques constituant les Geocubes. Le capteur central des Geocubes est un module GPS muni d’une petite antenne; ce capteur permet, grâce à la technologie GPS qui est très précise en différentiel, de suivre avec une très grande précision les déformations des mailles du réseau de Geocube. Le Geocube a une structure modulaire permettant d’étendre ses possibilités, de surveiller davantage de données physiques. Chaque axe d’étude tels la météorologie, le suivi de la qualité de l’air ou encore le suivi du taux de radioactivité, est représenté sous la forme d’une couche capteur directement empilable sur une autre et sous le bloc de base Geocube qui a toutes les ressources nécessaires pour transmettre ces mesures.

Un Geocube est basé autour de trois modules : un module GPS, un module de gestion et un module radio. Le module GPS, de faible coût, permet d’obtenir soit une localisation absolue approchée, soit une localisation relative millimétrique. En effet, si l’on considère plusieurs récepteurs GPS installés sur une surface de quelques km2, les précisions de positionnement entre récepteurs sont excellentes par rapport à la précision absolue de chacun des éléments. Le module GPS fournit, de plus, une précision temporelle meilleure que la microseconde ce qui est particulièrement intéressant pour dater des informations issues de capteurs.

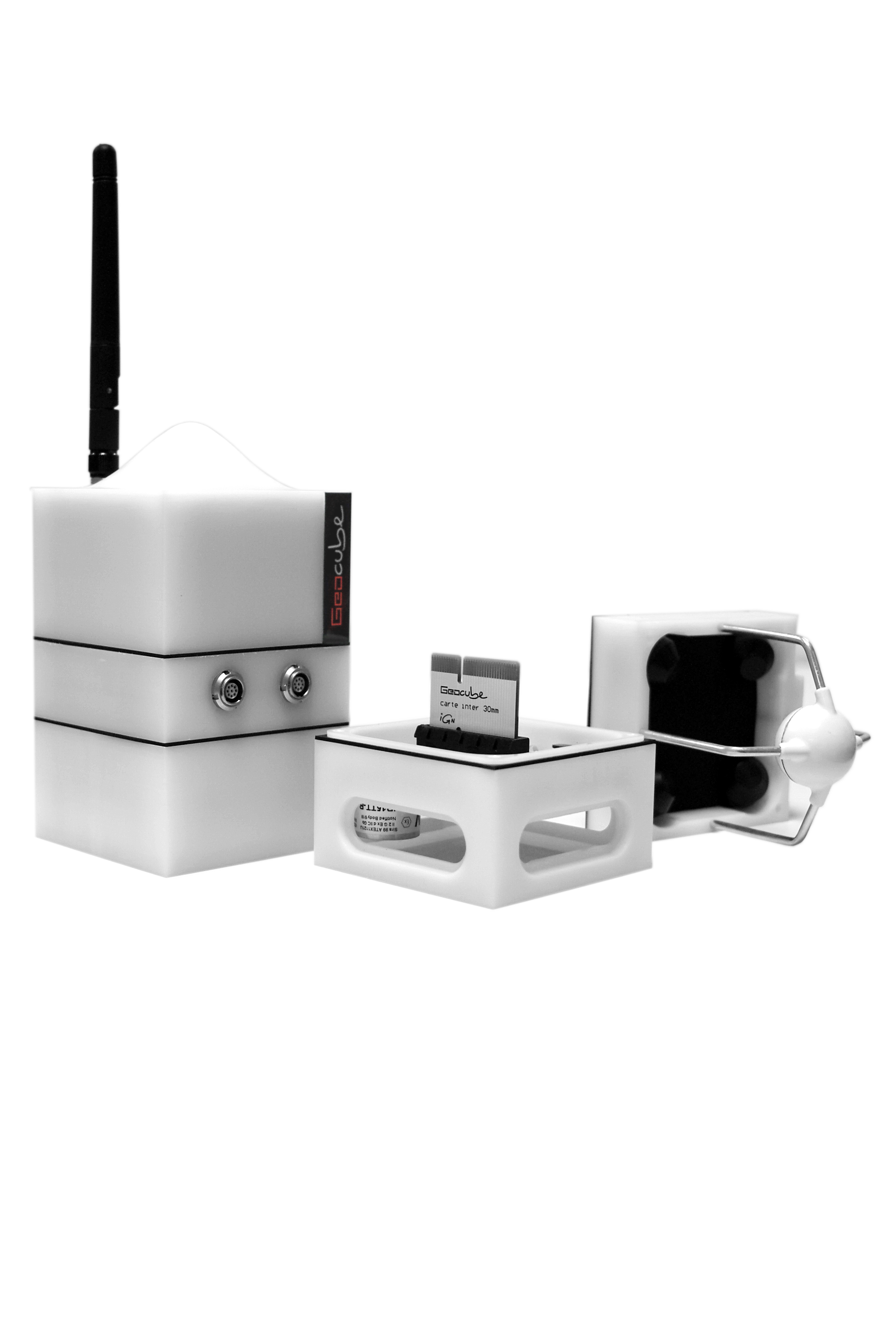
Première version du Geocube
À gauche : geocube monté sur une couche capteur de radioactivité.
Au centre : couche capteur qualité de l'air.
À droite : couche anémomètre à ultrasons.

Le module radio permet la communication sans fil entre Geocubes. Les fréquences utilisées peuvent être 2,4 GHz (2,4 GHz est aussi utilisée pour le Wi-Fi) ou 900 MHz (868 MHz pour l’Europe et 900 MHz pour les États-Unis. Ces fréquences permettent d’atteindre de plus longues portées que le 2,4 GHz, supérieures au kilomètre). L’atout d’un tel module sera sa faible consommation qui provient en particulier de son très faible débit de l’ordre de 250 kbit/s maximum, alors que le Wi-Fi propose souvent des débits maximum supérieurs à 56 Mbit/s au coût d’une consommation d’énergie importante.

## Autonomie
L’autonomie dépend de trois critères : la consommation du système, sa capacité de stockage et l’apport énergétique extérieur.

### La consommation du système
Le Geocube peut être utilisé comme appareil de surveillance, il doit donc dans ce cas être constamment attentif aux éventuels événements capteur. La plupart du temps, le système est ainsi en veille et sa consommation dans ce mode doit être la plus faible possible. Le microcontrôleur utilisé dans le Geocube, est particulièrement adapté à ce genre de fonctionnement: il peut être endormi ou partiellement endormi et se réveiller en moins d’une microseconde lorsqu’un événement capteur survient. De plus, les différents périphériques internes au microcontrôleur, comme les ports de communication, peuvent être éteints sélectivement ce qui permet de ne garder éveillées que les parties vitales du système. Ainsi, la consommation en veille est d’environ 3 mW et le maximum 650 mW est atteint lorsque les modules radio et GPS sont en pleine activité : émission pour le module radio et en cours d’acquisition pour le module GPS. Les capteurs possèdent eux aussi, pour certains, des modes basse consommation. L’accéléromètre de la carte module de gestion par exemple, fonctionne sous deux modes possibles : normal et basse consommation. En mode normal, l’accéléromètre peut envoyer à intervalle régulier ou à la demande des mesures d’accélération au module de gestion. Dans le mode basse consommation, aucune mesure ne peut être transmise; en revanche, l’accéléromètre continue de mesurer et filtrer en interne. Il est aussi capable, en cas de dépassement de seuil configuré à l’avance, d’avertir ou de réveiller le module de gestion. En mode normal, la consommation est de l’ordre de 3 mA alors qu’elle ne dépasse pas 150 µA dans le second mode qui devient extrêmement intéressant dans ce type d’application embarquée alimentée par batterie.

### La capacité de stockage
Il existe de très nombreuses technologies de stockage d’énergie réparties dans trois grandes familles : les piles (non rechargeables), les condensateurs et les batteries. Les piles, notamment les piles au lithium, bien que possédant un faible taux d’auto-décharge, une très bonne résistance aux hautes et basses températures ainsi qu’une densité d’énergie volumique plus élevée que les batteries en général, n’ont pas été retenues car l’autonomie aurait été rapidement limitée ou nécessiterait des dimensions trop importantes et gênantes pour une installation discrète des Geocubes. Les condensateurs, plus particulièrement les super-condensateurs, possèdent de très nombreux avantages : ils se rechargent très rapidement (quelques secondes), leur nombre de cycles charge/décharge est quasi illimité (106 cycles) et le taux d’auto-décharge est faible. En revanche, la densité d’énergie volumique est encore trop faible. Néanmoins, deux super-condensateurs ont été intégrés sur la carte GPS afin d’alimenter la mémoire RAM du GPS dans le cas où l’alimentation du GPS a été coupée. Le module GPS ne nécessite alors que 22 µA pour conserver cette mémoire et pouvoir ainsi redémarrer plus rapidement en ayant conservé sa position. Dans ce cas, les super-condensateurs sont parfaitement adaptés. Les batteries, notamment les batteries lithium/polymère, ont donc été choisies comme dans de très nombreux systèmes embarqués (téléphones portables, ordinateurs portables...) pour leur grande densité d’énergie volumique. Les principaux inconvénients sont leur faible durée de vie d’environ 500 cycles charge/décharge maximum, les températures de fonctionnement comprises entre −20 °C et 60 °C et enfin leur taux d’auto-décharge assez élevé de l’ordre de 10 % par mois.
Deux batteries en parallèle d’une capacité de 2 200 mAh sous 3,7 V nominal chacune sont montées à l’intérieur des Geocubes. Le choix s’est fait principalement en comparant le coût du mAh en fonction du volume des batteries. La gestion de l’énergie disponible est à tout moment disponible grâce à une jauge qui suit en permanence l‘évolution de la charge ou de la décharge de ces deux batteries internes. Cette jauge protège les batteries en coupant le circuit lorsque la température sort des bornes [−20 °C;60 °C].

### L’apport énergétique extérieur
Malgré tous les soins apportés à réduire la consommation du système, il est nécessaire de recharger les batteries de chaque Geocube pour une utilisation sur plusieurs mois ou années. Après étude, lorsqu’une alimentation secteur n’est pas envisageable, l’énergie solaire est généralement la solution la plus appropriée malgré les faibles rendements des cellules solaires actuelles (de l’ordre de
12 %). Le Geocube a deux alimentations possibles : soit en 5 V (en général, un port USB) soit avec une tension comprise entre 7,5 et 36 V. C’est à cette dernière entrée que l’on peut connecter un panneau solaire.